# 天海ゆり
天海 ゆり（あまみ ゆり）は、日本のAV女優。バルドエージェンシー所属。趣味は野球観戦・パソコン。2006年にAVデビュー。

## 作品

### アダルトビデオ
2006年
- 湯けむりの館（12月14日、センタービレッジ）
- 初脱ぎ!ムチムチ奥さんが恥ずかしそうに潮を吹く…「もうダメ～許して蕩けちゃう～またイク～」（12月25日、コロナ社）

2007年
- 近親相姦23～痴愛の巨乳母～（1月6日、グローリークエスト）
- 隣の叔母さんレイプ中出し 天海ゆり（2月5日、小林興業）
- ディープスロート夫人～天海ゆり（2月10日、AVS）
- 近親相姦 僕とお母さんの内緒話vol.1 天海ゆり（3月13日、BRAVO）
- 義理の母 天海ゆり（3月10日、ドリームステージ）
- 美熟女教師 天海ゆり（3月22日、タカラ映像）
- 隣の人妻～天海ゆり（4月13日、溜池ゴロー）
- 人妻の情事 8 夫以外の男に中出しされた妻たち（4月12日、隼エージェンシー）他出演:しいないおり、衣川音寧、華咲りょう、高倉みずほ
- フェラコレ2007春SP（4月12日、隼エージェンシー）他多数出演
- 緊縛現役人妻地獄2～天海ゆり（4月13日、BRAVO）
- おもらし飲尿WOMAN3～天海ゆり（4月13日、BRAVO）
- 犯られた人妻たち 第5章 中出しされる5人の人妻（4月20日、なでしこ）他出演:加藤ツバキ、しいないおり、姫野りむ、高倉みずほ
- 熟女にイカされちゃった僕1（4月25日、マドンナ）他出演:秋山よし乃、村元由利、芹沢もにか、間宮いずみ
- 近親相姦9ストーリー 第3章（5月12日、隼エージェンシー）他出演:元木ひなよ、佐藤るり、能田曜子、多々野晶稀、美月りん、天乃みお、春名えみ、川村カンナ
- こだわりの手コキ 4時間SP 4 40人のハンドメイド（5月12日、隼エージェンシー）…他多数出演
- プチセレブ限界陵辱（5月25日、ホットエンターテイメント）
- 人妻温泉 18（5月31日、クリスタル映像）他出演:星月優菜、中村りかこ、白鳥美鈴、白河真央、篠原飛鳥
- 生中出し団地妻（5月31日、タイガーマイスターズ）他出演:つゆの優、山吹センリ、芹沢もにか、春名えみ、篠原飛鳥、間宮いずみ、新山芹香
- 義母と義姉（6月5日、ワープエンタテインメント）共演:落合ゆき
- 彼女が全面支配するボクとカノジョと僕のオナニー（6月15日、ワープエンタテインメント）
- 人妻官能劇場～酔って乱れてスケベ妻 天海ゆり（6月21日、ヒビノ）
- 熟女エステでトロけちゃった僕。（6月25日、アロマ企画）…共演:浅井舞香
- 大人の隠れ場 乱交遊戯温泉へようこそ（7月5日、WOMAN）…共演:増田ゆり子、竹内梨乃、藤崎飛鳥、阿倍さくら
- くい込み熟女専科　天海ゆり（7月7日、AVS）
- チンポいたぶり好きで、寸止め好きな、いじわる母姉妹に犯される!（7月19日、ドグマ）共演:さとう和香、SARINA
- マッサージで感じちゃった僕。BEST8（7月25日、アロマ企画）他出演:星野じゅり
- 絶品美熟女 最高の筆おろし! 8 白坂百合，天海ゆり（8月25日、マドンナ）共演:白坂百合
- 童貞喰い女教師 天海ゆり（9月1日、AVS）
- オトナの願望 一夫多妻ハーレムライフ（9月6日、WOMAN）共演:友田真希、小池絵美子、麻生京子、高倉梨奈
- 淫熟 淫らなうつ伏せオナニー 白鳥美鈴 ほか（9月7日、ZONE）他出演:白鳥美鈴、愛川咲樹、倖田李梨、日吉ルミコ、ささきふう香、中島なぎさ、上野ひとみ、秋川真理
- 意識喪失 天海ゆり（9月10日、BodyZone）
- 息子ガ実母ヲ犯ス時～天海ゆり【三十五歳】（9月10日、映天）
- 義母がすけべで身がもたない 18（9月14日、東京音光）
- 男殺しセレブ地獄（9月18日、Nadeshiko）他出演:白鳥美鈴、多々野晶稀、みなもとみいな、坂本梨沙、深津映見、海野歩、小池絵美子
- 熟雌女アンソロジー25～天海ゆり（9月21日、アウダースジャパン）
- 犯されたセールスレディ 10 北島栞・天海ゆり・芹沢もにか（9月25日、マドンナ）他出演:北島栞、芹沢もにか
- 異母姉弟 天海ゆり（10月25日、マドンナ）
- 美熟女泡姫（11月2日、映天）
- 平成ハメ時熟女11～ゆり35歳（11月16日、映天）
- 美熟女ソープ壺姫御殿 天海ゆり（11月25日、マドンナ）
- ANIMALIJO 野獣美女乱交（12月1日、ANIMALIJO）他出演:高秀花、竹内えみり、藤咲飛鳥、三咲エリナ、坂本梨沙、真羅マキ、吉澤レイカ
- 絶頂失禁～おもらし三昧SP～（12月1日、AVS）他出演:間宮いずみ、藤咲飛鳥、白鳥みるか
- 美熟女レズ泡姫（12月10日、映天）…共演:翔田千里
- 隣の人妻ベスト（12月13日、溜池ゴロー）…他出演:白石さゆり、高倉梨奈
- 人妻温泉モデル 初脱ぎ秘湯旅（12月20日、スターパラダイス）他出演:石黒京香
- BestSceneof熟雌女anthology（12月21日、アウタースジャパン）出演女優8名

2008年
- 熟女も濡れる乱交の宿 ～マドンナファンの集い 美熟女と行く混浴温泉バスツアー3～（1月25日、マドンナ）他多数共演
- 美人女将の中出し温泉宿 天海ゆり 石黒京香（1月25日、スターパラダイス）共演:石黒京香
- 緊縛遊戯 天海ゆり（2月1日、ANIMALIJO）
- 東京美人妻エロス（2月8日、GLAY'ｚ）他出演:春名えみ、高松蘭、新山芹香、吉井彩華、水野朋美、間宮いずみ
- 人妻の履歴書 第3章 凍りつく10人の人妻たち（2月9日 隼エージェンシー）他9名出演
- 熟女が悶える淫行の宿 ～もう一つの混浴温泉バスツアー 3～（2月25日、マドンナ）他多数共演
- 悶絶美熟女の卑猥な日常 家の手伝いに来た義理の妹、ゆりの場合（3月7日、マドンナ）
- もしもアナタが…こ～んなエロいおネェさまたちが住む集合住宅に引っ越したら?（3月13日、カルマ）…共演:風間ゆみ、坂本梨沙、牧野遥、北崎未来、ささきふう香、藤咲飛鳥、大越はるか、渡辺弓絵、上原優
- 本当にあった生チ●ポが挿入できる人妻専門回春エステ（3月16日、マキシング）他出演:松本亜璃沙、川瀬さやか
- 裏）手コキクリニック～完全版～ 性交クリニック 3（4月4日、SODクリエイト）共演:赤西涼、一ノ瀬あきら、上原優、大河内さなえ
- 熟れた人妻は「中出し好き」震える淫穴からしたたる精子…（5月30日、コロナ社）他出演:沢木あゆみ、川島直子、若林ひかる
- フェラコレ熟女編 II 31人のフェラマダム（6月14日、隼エージェンシー）他30名出演:

2009年
- 超人気!ヤリまくり無制限の乱交温泉バスツアーに美人団地妻×10名と一緒にイキませんか!? （1月22日、SODクリエイト） 美人団地妻1・内海ゆり 役　他出演: 細川まり、藤咲飛鳥、明星ちかげ、仁科祐紀、松嶋ルリ

### ビデオシネマ
- 新・禁断の果実　誘われて（2007年撮影、レジェンド・ピクチャーズ）主演